# Elixiryproslam
Elixiryproslam je drugi EP slovenskega raperja N'toka. Izdan je bil leta 2007. Večina pesmi je plod skupinske improvizacije z Mihom Šajino, Borom Zakonjškom, Dejanom Slakom, Žigo Langusom, Galom Gjurinom in Dejanom Lapajno. Vsa besedila so N'tokova, je tudi avtor risbe na ovitku (prvih 50 izvodov je porisal sam). V glasbenem pogledu spada glasba iz EP-ja Elixiryproslam v svet psihedelije, rocka in noisea, hkrati pa je ohranjen tudi prvinski hip hop.

## Seznam pesmi
Vsa besedila je napisal Miha Blažič.
| Št.             | Naslov                                       | Glasba                                                                                 | Dolžina |
| --------------- | -------------------------------------------- | -------------------------------------------------------------------------------------- | ------- |
| 1.              | „Off Tune‟                                   | Blažič, Miha Šajina, Bor Zakonjšek, Dejan Slak, Žiga Langus, Gal Gjurin, Dejan Lapajna | 3:08    |
| 2.              | „Why Aren't You Turning into a Robot? Pt. 1‟ | Blažič, Šajina, Zakonjšek, Slak, Langus, Gjurin, Lapajna                               | 1:55    |
| 3.              | „Why Aren't You Turning into a Robot? Pt. 2‟ | Blažič                                                                                 | 2:31    |
| 4.              | „Madonna‟                                    | Blažič                                                                                 | 4:38    |
| 5.              | „Fresh‟                                      | Blažič, Šajina, Zakonjšek, Slak, Langus, Gjurin, Lapajna                               | 2:46    |
| 6.              | „Rocketeer‟                                  | Blažič, Šajina, Zakonjšek, Slak, Langus, Gjurin, Lapajna                               | 0:34    |
| 7.              | „Robot Power‟                                | Blažič, Šajina                                                                         | 3:31    |
| 8.              | „Elixiryproslam‟                             | Blažič, Šajina, Zakonjšek, Slak, Langus, Gjurin, Lapajna                               | 10:31   |
| Skupna dolžina: | Skupna dolžina:                              | Skupna dolžina:                                                                        | 29:34   |

## Zasedba
- N'toko — vokal, besedila, oblikovanje ovitka
- Miha Šajina  — izvedba, snemanje (7)
- Bor Zakonjšek — bobni
- Dejan Slak — izvedba
- Žiga Langus — izvedba
- Gal Gjurin — bas kitara
- Dejan Lapajna — izvedba, snemanje (razen 7)
- Aldo Ivančič — miksanje, mastering